# Johnny (singel)
Johnny är en promosingel från 2001 av den amerikanska metalgruppen System of a Down. "Johnny" är bandets första singel som inte har en officiell musikvideo till sig. Låten finns med bandets album Toxicity, dock endast på Special Edition-versionen av albumet. Detta är även den enda låt på albumet (med undantag av "Shimmy") som har både musiken och lyriken skriven av enbart Serj Tankian. Låten handlar om två brittiska fiktiva rollfigurer vid namn Johnny och Roger.

## Låtlista
Alla låtar är skrivna och komponerade av System of a Down, om inte annat anges. 
| Nr | Titel  | Längd |
| -- | ------ | ----- |
| 1. | Johnny | 2:08  |